# Dolomena variabilis
Dolomena variabilis is een slakkensoort uit de familie van de Strombidae. De wetenschappelijke naam van de soort is voor het eerst geldig gepubliceerd in 1820 door Swainson.